# Kaowa
Kaowa is een bestuurslaag in het regentschap Bima van de provincie West-Nusa Tenggara, Indonesië. Kaowa telt 496 inwoners (volkstelling 2010).